# Last Christmas
Last Christmas je božična uspešnica angleške duo zasedbe Wham! iz leta 1984. Skladbo je napisal George Michael, izdana pa je bila na isti dan kot "Do They Know It's Christmas" od Band Aid.
Skladba je zasedla prvo mesto na Danskem, Sloveniji in Švedskem ter drugo mesto v Belgiji, Nizozemski, Madžarski, Irski, Italiji, Nemčiji, Norveški, Novi Zelandiji in Veliki Britaniji. Duo je ves zaslužek od tantiemov doniral za lačne v Etiopiji. Vse do leta 2015 je to bila na Otoku najbolj predvajana božična skladba 21. stoletja.
Leta 2019 je izšel božični romantični film Last Christmas, navdihnjen z glasbo Georgea Michaela, v katerem ima ta skladba vidno mesto in po kateri nosi svoj naslov.

## Nastanek skladbe
"Last Christmas" ima začetke v letu 1984, ko sta George Michael in Andrew Ridgeley obiskala Michaelove starše. George jo je napisal v svoji otroški sobi.George Michael je Ridgeleyu zaigral uvod in refren melodije "Last Christmas", za katero je Ridgeley kasneje poimenoval "trenutek ko se je zgodil čudež".

### Snemanje
Skladbo so posneli avgusta 1984, v Advision Studios v Londonu. George Michael je napisal, izvedel, sproduciral in zaigral prav vse instrumente na studijskem posnetku te skladbe. Poleg njiju so bili edini ljudje v studiu zvočni inženir Chris Porter in dva asistenta. Po besedah Porterja imate v tekstu "po eni strani občutek sreče ob ritmu skladbe in občutek žalosti ob neuresničeni ljubezni".

## Videospot
Videospot je režiral angleški režiser Andy Morahan. Snemali so ga oktobra 1984 zimskem športnem letovišču Saas-Fee v švicarskih Alpah. Ta kraj je bil izbran povsem naključno, saj v tem času v Evropi ni bilo snega. Skavt za iskanje lokacij je slučajno slišal za obetavno snežno napoved in tako so v zadnjem trenutku izbrali prav ta kraj, saj so hoteli zimsko vzdušje. Prevoza na evropske ledenike s helikopterjem si v tistem trenutku niso mogli privoščiti. Ker je gondola na kateri se je snemalna ekipa peljala zaradi okvare skoraj pol ure obstala visoko v zraku, je med ekipo zavladala panika. Snemali so prazni brunarici Tita.
V spotu so med drugim nastopili model Kathy Hill (glavno dekle), spremljevalni vokalistki dueta Pepsi in Shirlie, ter Martin Kemp, basist skupine Spandau Ballet in bodoči mož Shirle Holliman.
Do 18. decembra 2019, je uradni video na YouTube kanalu od Wham! dosegel že 481 million ogledov. Drugi uradni video "Last Christmas (Pudding Mix)" na njunem kanalu je pri 22 milijonov ogledov.

### 4K verzija
13. decembra 2019 je bil na uradnem kanalu objavljen digitalno restavriran posnetek v Ultra visoki resoluciji 4K. To je sploh prvi glasbeni videospot iz 35 mm filmskega traku, restavriran v tako visoki kakovosti.

## Obtožbe plagiatorstva
Avtorji skladbe "Can't Smile Without You" iz leta 1977, ki jo je sicer leto kasneje v svoji izvedbi populariziral Barry Manilow in založniška hiša Dick James Music, so sredi osemdesetih let Georga Michaela obtožili plagiatorstva, češ da je Michael pobral in skopiral melodijo iz te njihove skladbe. Primer so ovrgli takoj, ko je nek muzikolog predstavil 60 različnih skladb iz preteklega stoletja, ki imajo podobno harmonijo in melodijo.

## Lestvice

### Tedenska lestvica
| Lestvica (1984–2019)                | Top mesto |
| ----------------------------------- | --------- |
| Avstralija (ARIA)                   | 3         |
| Avstrija (Ö3 Austria Top 40)        | 3         |
| Belgija (Ultratop 50 Flanders)      | 2         |
| Kanada (Canadian Hot 100)           | 7         |
| Danska (Tracklisten)                | 1         |
| Finska (Suomen virallinen lista)    | 2         |
| Francija (SNEP)                     | 8         |
| Irska (IRMA)                        | 2         |
| Italija (FIMI)                      | 6         |
| Japonska (Oricon Singles Chart)     | 1         |
| Latvija (LAIPA)                     | 7         |
| Nemčija (Official Charts Germany)   | 2         |
| Madžarska (Single Top 40)           | 2         |
| Nizozemska (Single Top 100)         | 2         |
| Nova Zelandija (Recorded Music NZ)  | 2         |
| Norveška (VG-lista)                 | 2         |
| Portugalska (AFP)                   | 6         |
| Slovaška (Singles Digitál Top 100)  | 2         |
| Slovenija (SloTop50)                | 1         |
| Španija (PROMUSICAE)                | 9         |
| Švedska (Sverigetopplistan)         | 1         |
| Švica (Schweizer Hitparade)         | 3         |
| Velika Britanija (UK Singles Chart) | 2         |
| Združene države (Billboard Hot 100) | 17        |

### Slovenija
| Top uvrstitev        | 2013 | 2014 | 2015 | 2016 | 2017 | 2018 | 2019 | 2020 |
| -------------------- | ---- | ---- | ---- | ---- | ---- | ---- | ---- | ---- |
| (Pred) božični teden | 3    | 5    | 21   | 6    | 1    | 3    | 3    | 1    |

Na lestvico SloTop50 je bila uvrščena skupno za 29 tednov.